# Road to Le Mans 2023
Navigation
Édition précédente Édition suivante
La 8e édition du Road to Le Mans 2023 est une course de voitures de sport organisée sur le Circuit des 24 Heures au Mans, en France, qui s'est déroulée du 9 juin 2023 dans le cadre des 24 Heures du Mans. Il s'agissait de la deuxième manche du championnat Michelin Le Mans Cup 2023 et toutes les catégories de voitures du championnat ont participé à la course.

## Course 1

### Classement de la course
Voici le classement provisoire au terme de la course.
- Les vainqueurs de chaque catégorie sont signalés par un fond jauni.

| Pos  | Classe | no | Écurie                      | Pilotes                                        | Châssis                                 | Pneus | Tours | Temps            |
| Pos  | Classe | no | Écurie                      | Pilotes                                        | Moteur                                  | Pneus | Tours | Temps            |
| ---- | ------ | -- | --------------------------- | ---------------------------------------------- | --------------------------------------- | ----- | ----- | ---------------- |
| 1    | LMP3   | 58 | Team Virage                 | Manuel Espírito Santo Martin Rich              | Ligier JS P320                          | M     | 11    | 59 min 59 s 979  |
| 1    | LMP3   | 58 | Team Virage                 | Manuel Espírito Santo Martin Rich              | Nissan VK56DE 5,6 L V8 Atmo             | M     | 11    | 59 min 59 s 979  |
| 2    | LMP3   | 4  | Nielsen Racing              | Matt Bell John Melsom                          | Duqueine M30 - D08                      | M     | 11    | + 1 s 252        |
| 2    | LMP3   | 4  | Nielsen Racing              | Matt Bell John Melsom                          | Nissan VK56DE 5,6 L V8 Atmo             | M     | 11    | + 1 s 252        |
| 3    | LMP3   | 77 | Team Thor                   | Auðunn Guðmundsson (en) Colin Noble            | Ligier JS P320                          | M     | 11    | +2 s 997         |
| 3    | LMP3   | 77 | Team Thor                   | Auðunn Guðmundsson (en) Colin Noble            | Nissan VK56DE 5,6 L V8 Atmo             | M     | 11    | +2 s 997         |
| 4    | LMP3   | 97 | Cool Racing                 | David Droux (de) Luis Sanjuan                  | Ligier JS P320                          | M     | 11    | +3 s 620         |
| 4    | LMP3   | 97 | Cool Racing                 | David Droux (de) Luis Sanjuan                  | Nissan VK56DE 5,6 L V8 Atmo             | M     | 11    | +3 s 620         |
| 5    | LMP3   | 12 | Racing Spirit of Léman      | Antoine Doquin Jacques Wolff                   | Ligier JS P320                          | M     | 11    | + 8 s 302        |
| 5    | LMP3   | 12 | Racing Spirit of Léman      | Antoine Doquin Jacques Wolff                   | Nissan VK56DE 5,6 L V8 Atmo             | M     | 11    | + 8 s 302        |
| 6    | LMP3   | 6  | ANS Motorsport              | Jonathan Brossard Nicolas Schatz               | Ligier JS P320                          | M     | 11    | + 9 s 065        |
| 6    | LMP3   | 6  | ANS Motorsport              | Jonathan Brossard Nicolas Schatz               | Nissan VK56DE 5,6 L V8 Atmo             | M     | 11    | + 9 s 065        |
| 7    | LMP3   | 29 | MV2S Racing                 | Matthias Lüthen (en) Emilien Carde             | Ligier JS P320                          | M     | 11    | + 10 s 663       |
| 7    | LMP3   | 29 | MV2S Racing                 | Matthias Lüthen (en) Emilien Carde             | Nissan VK56DE 5,6 L V8 Atmo             | M     | 11    | + 10 s 663       |
| 8    | LMP3   | 16 | Team Virage                 | Julien Gerbi Gillian Henrion (en)              | Ligier JS P320                          | M     | 11    | + 10 s 958       |
| 8    | LMP3   | 16 | Team Virage                 | Julien Gerbi Gillian Henrion (en)              | Nissan VK56DE 5,6 L V8 Atmo             | M     | 11    | + 10 s 958       |
| 9    | LMP3   | 26 | 360 Racing                  | Tommy Foster Terrence Woodward                 | Ligier JS P320                          | M     | 11    | + 11 s 528       |
| 9    | LMP3   | 26 | 360 Racing                  | Tommy Foster Terrence Woodward                 | Nissan VK56DE 5,6 L V8 Atmo             | M     | 11    | + 11 s 528       |
| 10   | LMP3   | 87 | Cool Racing                 | Adrien Chila Cédric Oltramare                  | Ligier JS P320                          | M     | 11    | + 12 s 376       |
| 10   | LMP3   | 87 | Cool Racing                 | Adrien Chila Cédric Oltramare                  | Nissan VK56DE 5,6 L V8 Atmo             | M     | 11    | + 12 s 376       |
| 11   | LMP3   | 22 | United Autosports           | Scott Andrews (de) Gerald Kraut                | Ligier JS P320                          | M     | 11    | + 13 s 155       |
| 11   | LMP3   | 22 | United Autosports           | Scott Andrews (de) Gerald Kraut                | Nissan VK56DE 5,6 L V8 Atmo             | M     | 11    | + 13 s 155       |
| 12   | LMP3   | 30 | Frikadelli Racing Team (de) | Klaus Abbelen (en) Felipe Fernández Laser (en) | Ligier JS P320                          | M     | 11    | + 14 s 079       |
| 12   | LMP3   | 30 | Frikadelli Racing Team (de) | Klaus Abbelen (en) Felipe Fernández Laser (en) | Nissan VK56DE 5,6 L V8 Atmo             | M     | 11    | + 14 s 079       |
| 13   | LMP3   | 23 | United Autosports           | Wayne Boyd John Schauerman                     | Ligier JS P320                          | M     | 11    | + 18 s 689       |
| 13   | LMP3   | 23 | United Autosports           | Wayne Boyd John Schauerman                     | Nissan VK56DE 5,6 L V8 Atmo             | M     | 11    | + 18 s 689       |
| 14   | LMP3   | 69 | M Racing                    | Miguel Cristóvão Sacha Lehmann                 | Ligier JS P320                          | M     | 11    | + 19 s 276       |
| 14   | LMP3   | 69 | M Racing                    | Miguel Cristóvão Sacha Lehmann                 | Nissan VK56DE 5,6 L V8 Atmo             | M     | 11    | + 19 s 276       |
| 15   | LMP3   | 39 | Graff Racing                | James Sweetnam Lucca Allen (en)                | Ligier JS P320                          | M     | 11    | + 19 s 769       |
| 15   | LMP3   | 39 | Graff Racing                | James Sweetnam Lucca Allen (en)                | Nissan VK56DE 5,6 L V8 Atmo             | M     | 11    | + 19 s 769       |
| 16   | LMP3   | 68 | M Racing                    | Hugo Delacour Guilherme Oliveira (en)          | Ligier JS P320                          | M     | 11    | + 20 s 548       |
| 16   | LMP3   | 68 | M Racing                    | Hugo Delacour Guilherme Oliveira (en)          | Nissan VK56DE 5,6 L V8 Atmo             | M     | 11    | + 20 s 548       |
| 17   | LMP3   | 25 | 360 Racing                  | Belén García Mark Richards                     | Ligier JS P320                          | M     | 11    | + 23 s 829       |
| 17   | LMP3   | 25 | 360 Racing                  | Belén García Mark Richards                     | Nissan VK56DE 5,6 L V8 Atmo             | M     | 11    | + 23 s 829       |
| 18   | LMP3   | 7  | Nielsen Racing              | Josh Skelton Anthony Wells                     | Duqueine M30 - D08                      | M     | 11    | + 24 s 119       |
| 18   | LMP3   | 7  | Nielsen Racing              | Josh Skelton Anthony Wells                     | Nissan VK56DE 5,6 L V8 Atmo             | M     | 11    | + 24 s 119       |
| 19   | LMP3   | 66 | Rinaldi Racing              | Daniel Keilwitz Steve Parrow                   | Duqueine M30 - D08                      | M     | 11    | + 27 s 611       |
| 19   | LMP3   | 66 | Rinaldi Racing              | Daniel Keilwitz Steve Parrow                   | Nissan VK56DE 5,6 L V8 Atmo             | M     | 11    | + 27 s 611       |
| 20   | LMP3   | 13 | Inter Europol Competition   | Santiago Concepción Serrano Ben Stone          | Ligier JS P320                          | M     | 11    | + 29 s 321       |
| 20   | LMP3   | 13 | Inter Europol Competition   | Santiago Concepción Serrano Ben Stone          | Nissan VK56DE 5,6 L V8 Atmo             | M     | 11    | + 29 s 321       |
| 21   | LMP3   | 17 | IDEC Sport                  | Patrice Lafargue Dino Lunardi                  | Ligier JS P320                          | M     | 11    | + 38 s 052       |
| 21   | LMP3   | 17 | IDEC Sport                  | Patrice Lafargue Dino Lunardi                  | Nissan VK56DE 5,6 L V8 Atmo             | M     | 11    | + 38 s 052       |
| 22   | GT3    | 31 | Team WRT                    | Max Hesse (en) Tim Whale                       | BMW M4 GT3                              | M     | 11    | + 39 s 300       |
| 22   | GT3    | 31 | Team WRT                    | Max Hesse (en) Tim Whale                       | BMW S58B30T0 3,0 L i6 M TwinPower Turbo | M     | 11    | + 39 s 300       |
| 23   | GT3    | 86 | HCR avec CaffeineSix        | Tim Creswick Anders Fjordbach                  | Porsche 911 GT3 R                       | M     | 11    | + 39 s 880       |
| 23   | GT3    | 86 | HCR avec CaffeineSix        | Tim Creswick Anders Fjordbach                  | Porsche 4,0 L Flat Six Atmo             | M     | 11    | + 39 s 880       |
| 24   | LMP3   | 28 | MV2S Racing                 | Christophe Cresp (de) Jérôme de Sadeleer (en)  | Ligier JS P320                          | M     | 11    | + 47 s 596       |
| 24   | LMP3   | 28 | MV2S Racing                 | Christophe Cresp (de) Jérôme de Sadeleer (en)  | Nissan VK56DE 5,6 L V8 Atmo             | M     | 11    | + 47 s 596       |
| 25   | GT3    | 10 | Racing Spirit of Léman      | Valentin Hasse-Clot (en) Arnold Robin          | Aston Martin Vantage AMR GT3            | M     | 11    | + 48 s 720       |
| 25   | GT3    | 10 | Racing Spirit of Léman      | Valentin Hasse-Clot (en) Arnold Robin          | Aston Martin 4,0 L V8 Turbo             | M     | 11    | + 48 s 720       |
| 26   | GT3    | 51 | AF Corse                    | Kei Cozzolino Hiroshi Koizumi                  | Ferrari 296 GT3                         | M     | 11    | + 50 s 683       |
| 26   | GT3    | 51 | AF Corse                    | Kei Cozzolino Hiroshi Koizumi                  | Ferrari 3,0 L V6 Turbo                  | M     | 11    | + 50 s 683       |
| 27   | GT3    | 18 | Team Parker Racing          | Nick Jones Scott Malvern (en)                  | Porsche 911 GT3 R                       | M     | 11    | + 51 s 132       |
| 27   | GT3    | 18 | Team Parker Racing          | Nick Jones Scott Malvern (en)                  | Porsche 4,2 L Flat Six Atmo             | M     | 11    | + 51 s 132       |
| 28   | GT3    | 88 | GMB Motorsport              | Jan Magnussen Lars Engelbreckt Pedersen        | Honda NSX GT3 Evo22                     | M     | 11    | + 51 s 508       |
| 28   | GT3    | 88 | GMB Motorsport              | Jan Magnussen Lars Engelbreckt Pedersen        | Honda 3,5 L V6 Turbo                    | M     | 11    | + 51 s 508       |
| 29   | LMP3   | 67 | Haegeli par T2 Racing       | Pieder Decurtins Brent Verheyen                | Duqueine M30 - D08                      | M     | 11    | + 54 s 845       |
| 29   | LMP3   | 67 | Haegeli par T2 Racing       | Pieder Decurtins Brent Verheyen                | Nissan VK56DE 5,6 L V8 Atmo             | M     | 11    | + 54 s 845       |
| 30   | GT3    | 95 | GMB Motorsport              | Kristian Poulsen Roland Poulsen                | BMW M4 GT3                              | M     | 11    | + 58 s 123       |
| 30   | GT3    | 95 | GMB Motorsport              | Kristian Poulsen Roland Poulsen                | BMW S58B30T0 3,0 L i6 M TwinPower Turbo | M     | 11    | + 58 s 123       |
| 31   | LMP3   | 21 | United Autosports           | Jim McGuire Guy Smith                          | Ligier JS P320                          | M     | 11    | + 1 min 01 s 402 |
| 31   | LMP3   | 21 | United Autosports           | Jim McGuire Guy Smith                          | Nissan VK56DE 5,6 L V8 Atmo             | M     | 11    | + 1 min 01 s 402 |
| 32   | LMP3   | 11 | CD Sport                    | Franck Chappard Shahan Sarkissian              | Ligier JS P320                          | M     | 11    | + 1 min 02 s 020 |
| 32   | LMP3   | 11 | CD Sport                    | Franck Chappard Shahan Sarkissian              | Nissan VK56DE 5,6 L V8 Atmo             | M     | 11    | + 1 min 02 s 020 |
| 33   | GT3    | 57 | Winward Racing              | George Kurtz Russell Ward (en)                 | Mercedes-AMG GT3 Evo                    | M     | 11    | + 1 min 02 s 418 |
| 33   | GT3    | 57 | Winward Racing              | George Kurtz Russell Ward (en)                 | Mercedes-Benz M159 6,2 L V8 Atmo        | M     | 11    | + 1 min 02 s 418 |
| 34   | GT3    | 83 | AF Corse                    | Emmanuel Collard Charles-Henri Samani          | Ferrari 296 GT3                         | M     | 11    | + 1 min 03 s 636 |
| 34   | GT3    | 83 | AF Corse                    | Emmanuel Collard Charles-Henri Samani          | Ferrari 3,0 L V6 Turbo                  | M     | 11    | + 1 min 03 s 636 |
| 35   | GT3    | 53 | AF Corse                    | Gino Forgione Andrea Montermini                | Ferrari 296 GT3                         | M     | 11    | + 1 min 03 s 977 |
| 35   | GT3    | 53 | AF Corse                    | Gino Forgione Andrea Montermini                | Ferrari 3,0 L V6 Turbo                  | M     | 11    | + 1 min 03 s 977 |
| 36   | LMP3   | 38 | Graff Racing                | Haowen Luo Sébastien Page                      | Ligier JS P320                          | M     | 11    | + 1 min 06 s 497 |
| 36   | LMP3   | 38 | Graff Racing                | Haowen Luo Sébastien Page                      | Nissan VK56DE 5,6 L V8 Atmo             | M     | 11    | + 1 min 06 s 497 |
| 37   | GT3    | 19 | Leipert Motorsport (de)     | Patrick Kujala (en) Gabriel Rindone            | Lamborghini Huracán GT3 Evo 2           | M     | 11    | + 1 min 08 s 173 |
| 37   | GT3    | 19 | Leipert Motorsport (de)     | Patrick Kujala (en) Gabriel Rindone            | Lamborghini 5,2 L V10 Atmo              | M     | 11    | + 1 min 08 s 173 |
| 38   | LMP3   | 27 | 24-7 Motorsport             | Andrew Ferguson Louis Hamilton-Smith           | Ligier JS P320                          | M     | 11    | + 1 min 09 s 463 |
| 38   | LMP3   | 27 | 24-7 Motorsport             | Andrew Ferguson Louis Hamilton-Smith           | Nissan VK56DE 5,6 L V8 Atmo             | M     | 11    | + 1 min 09 s 463 |
| 39   | LMP3   | 8  | Graff Racing                | George Nakas Fraser Ross                       | Ligier JS P320                          | M     | 11    | + 1 min 09 s 502 |
| 39   | LMP3   | 8  | Graff Racing                | George Nakas Fraser Ross                       | Nissan VK56DE 5,6 L V8 Atmo             | M     | 11    | + 1 min 09 s 502 |
| 40   | GT3    | 70 | Leipert Motorsport (de)     | Brendon Leitch (en) Gregg Gorski               | Lamborghini Huracán GT3 Evo 2           | M     | 11    | + 1 min 11 s 910 |
| 40   | GT3    | 70 | Leipert Motorsport (de)     | Brendon Leitch (en) Gregg Gorski               | Lamborghini 5,2 L V10 Atmo              | M     | 11    | + 1 min 11 s 910 |
| 41   | LMP3   | 48 | Murphy Prototypes           | Adrian Watt Dan Skočdopole                     | Duqueine M30 - D08                      | M     | 11    | + 1 min 13 s 073 |
| 41   | LMP3   | 48 | Murphy Prototypes           | Adrian Watt Dan Skočdopole                     | Nissan VK56DE 5,6 L V8 Atmo             | M     | 11    | + 1 min 13 s 073 |
| 42   | LMP3   | 15 | Inter Europol Competition   | Bryson Morris Chris Short                      | Ligier JS P320                          | M     | 11    | + 1 min 15 s 565 |
| 42   | LMP3   | 15 | Inter Europol Competition   | Bryson Morris Chris Short                      | Nissan VK56DE 5,6 L V8 Atmo             | M     | 11    | + 1 min 15 s 565 |
| 43   | GT3    | 46 | Team WRT                    | Jérôme Policand Valentino Rossi                | BMW M4 GT3                              | M     | 11    | + 1 min 17 s 486 |
| 43   | GT3    | 46 | Team WRT                    | Jérôme Policand Valentino Rossi                | BMW S58B30T0 3,0 L i6 M TwinPower Turbo | M     | 11    | + 1 min 17 s 486 |
| 44   | GT3    | 74 | Kessel Racing               | Murat Çuhadaroğlu David Fumanelli (en)         | Ferrari 488 GT3 Evo 2020                | M     | 11    | + 1 min 18 s 159 |
| 44   | GT3    | 74 | Kessel Racing               | Murat Çuhadaroğlu David Fumanelli (en)         | Ferrari F154CB 3,9 L V8 Turbo           | M     | 11    | + 1 min 18 s 159 |
| 45   | GT3    | 42 | Steller Motorsport          | Sennan Fielding (en) James Wood                | Audi R8 LMS Evo II                      | M     | 11    | + 1 min 23 s 516 |
| 45   | GT3    | 42 | Steller Motorsport          | Sennan Fielding (en) James Wood                | Audi 5,2 L V10 Atmo                     | M     | 11    | + 1 min 23 s 516 |
| 46   | GT3    | 55 | GMB Motorsport              | Thomas Andersen Simon Birch                    | Honda NSX GT3 Evo22                     | M     | 11    | + 1 min 28 s 937 |
| 46   | GT3    | 55 | GMB Motorsport              | Thomas Andersen Simon Birch                    | Honda 3,5 L V6 Turbo                    | M     | 11    | + 1 min 28 s 937 |
| 47   | GT3    | 76 | IMSA LS Group Performance   | Charlie Luck Marco Seefried                    | Porsche 911 GT3 R                       | M     | 10    | + 1 tour         |
| 47   | GT3    | 76 | IMSA LS Group Performance   | Charlie Luck Marco Seefried                    | Porsche 4,2 L Flat Six Atmo             | M     | 10    | + 1 tour         |
| Abd. | LMP3   | 59 | Team Virage                 | Oscar Bittar Alessandro Bracalente             | Ligier JS P320                          | M     | 9     | + 2 tours        |
| Abd. | LMP3   | 59 | Team Virage                 | Oscar Bittar Alessandro Bracalente             | Nissan VK56DE 5,6 L V8 Atmo             | M     | 9     | + 2 tours        |
| Abd. | GT3    | 64 | Team Parker Racing          | Charles Bateman Alex Martin (en)               | Porsche 911 GT3 R                       | M     | 8     | + 3 tours        |
| Abd. | GT3    | 64 | Team Parker Racing          | Charles Bateman Alex Martin (en)               | Porsche 4,2 L Flat Six Atmo             | M     | 8     | + 3 tours        |
| Abd. | GT3    | 63 | Iron Lynx                   | Hiroshi Hamaguchi (en) Vincent Abril           | Lamborghini Huracán GT3 Evo 2           | M     | 8     | + 3 tours        |
| Abd. | GT3    | 63 | Iron Lynx                   | Hiroshi Hamaguchi (en) Vincent Abril           | Lamborghini 5,2 L V10 Atmo              | M     | 8     | + 3 tours        |
| Abd. | LMP3   | 20 | United Autosports           | Andy Meyrick Daniel Schneider                  | Ligier JS P320                          | M     | 7     | + 4 tours        |
| Abd. | LMP3   | 20 | United Autosports           | Andy Meyrick Daniel Schneider                  | Nissan VK56DE 5,6 L V8 Atmo             | M     | 7     | + 4 tours        |
| Abd. | LMP3   | 3  | DKR Engineering             | Alexander Bukhanstov James Winslow             | Duqueine M30 - D08                      | M     | 5     | + 6 tours        |
| Abd. | LMP3   | 3  | DKR Engineering             | Alexander Bukhanstov James Winslow             | Nissan VK56DE 5,6 L V8 Atmo             | M     | 5     | + 6 tours        |
| Abd. | LMP3   | 33 | WTM par Rinaldi Racing      | Torsten Kratz Leonard Weiss                    | Duqueine M30 - D08                      | M     | 1     | + 10 tours       |
| Abd. | LMP3   | 33 | WTM par Rinaldi Racing      | Torsten Kratz Leonard Weiss                    | Nissan VK56DE 5,6 L V8 Atmo             | M     | 1     | + 10 tours       |
| Abd. | GT3    | 52 | AF Corse                    | Laurent de Meeus Jamie Stanley                 | Ferrari 296 GT3                         | M     |       |                  |
| Abd. | GT3    | 52 | AF Corse                    | Laurent de Meeus Jamie Stanley                 | Ferrari 3,0 L V6 Turbo                  | M     |       |                  |
| Abd. | LMP3   | 5  | DKR Engineering             | Pedro Perino Robin Rogalski                    | Duqueine M30 - D08                      | M     |       |                  |
| Abd. | LMP3   | 5  | DKR Engineering             | Pedro Perino Robin Rogalski                    | Nissan VK56DE 5,6 L V8 Atmo             | M     |       |                  |
| Abd. | LMP3   | 9  | Racing Spirit of Léman      | Christian Gisy Ralf Kelleners                  | Ligier JS P320                          | M     |       |                  |
| Abd. | LMP3   | 9  | Racing Spirit of Léman      | Christian Gisy Ralf Kelleners                  | Nissan VK56DE 5,6 L V8 Atmo             | M     |       |                  |
| Abd. | LMP3   | 2  | CD Sport                    | Fabien Michal Kirill Smal (en)                 | Ligier JS P320                          | M     |       |                  |
| Abd. | LMP3   | 2  | CD Sport                    | Fabien Michal Kirill Smal (en)                 | Nissan VK56DE 5,6 L V8 Atmo             | M     |       |                  |
| Abd. | LMP3   | 14 | Inter Europol Competition   | Daniel Ali Andres Latorre Canon                | Ligier JS P320                          | M     |       |                  |
| Abd. | LMP3   | 14 | Inter Europol Competition   | Daniel Ali Andres Latorre Canon                | Nissan VK56DE 5,6 L V8 Atmo             | M     |       |                  |

### Pole position et record du tour
- Pole position :
- Meilleur tour en course :

## Course 2

### Classement de la course
Voici le classement provisoire au terme de la course.
- Les vainqueurs de chaque catégorie sont signalés par un fond jauni.

| Pos  | Classe | no | Écurie                      | Pilotes                                        | Châssis                                 | Pneus | Tours | Temps            |
| Pos  | Classe | no | Écurie                      | Pilotes                                        | Moteur                                  | Pneus | Tours | Temps            |
| ---- | ------ | -- | --------------------------- | ---------------------------------------------- | --------------------------------------- | ----- | ----- | ---------------- |
| 1    | LMP3   | 97 | Cool Racing                 | David Droux (de) Luis Sanjuan                  | Ligier JS P320                          | M     | 11    | 58 min 43 s 379  |
| 1    | LMP3   | 97 | Cool Racing                 | David Droux (de) Luis Sanjuan                  | Nissan VK56DE 5,6 L V8 Atmo             | M     | 11    | 58 min 43 s 379  |
| 2    | LMP3   | 33 | WTM par Rinaldi Racing      | Torsten Kratz Leonard Weiss                    | Duqueine M30 - D08                      | M     | 11    | + 1 s 769        |
| 2    | LMP3   | 33 | WTM par Rinaldi Racing      | Torsten Kratz Leonard Weiss                    | Nissan VK56DE 5,6 L V8 Atmo             | M     | 11    | + 1 s 769        |
| 3    | LMP3   | 2  | CD Sport                    | Fabien Michal Kirill Smal (en)                 | Ligier JS P320                          | M     | 11    | + 2 s 574        |
| 3    | LMP3   | 2  | CD Sport                    | Fabien Michal Kirill Smal (en)                 | Nissan VK56DE 5,6 L V8 Atmo             | M     | 11    | + 2 s 574        |
| 4    | LMP3   | 69 | M Racing                    | Miguel Cristóvão Sacha Lehmann                 | Ligier JS P320                          | M     | 11    | + 9 s 527        |
| 4    | LMP3   | 69 | M Racing                    | Miguel Cristóvão Sacha Lehmann                 | Nissan VK56DE 5,6 L V8 Atmo             | M     | 11    | + 9 s 527        |
| 5    | LMP3   | 22 | United Autosports           | Scott Andrews (de) Gerald Kraut                | Ligier JS P320                          | M     | 11    | + 10 s 047       |
| 5    | LMP3   | 22 | United Autosports           | Scott Andrews (de) Gerald Kraut                | Nissan VK56DE 5,6 L V8 Atmo             | M     | 11    | + 10 s 047       |
| 6    | LMP3   | 26 | 360 Racing                  | Tommy Foster Terrence Woodward                 | Ligier JS P320                          | M     | 11    | + 11 s 591       |
| 6    | LMP3   | 26 | 360 Racing                  | Tommy Foster Terrence Woodward                 | Nissan VK56DE 5,6 L V8 Atmo             | M     | 11    | + 11 s 591       |
| 7    | LMP3   | 4  | Nielsen Racing              | Matt Bell John Melsom                          | Duqueine M30 - D08                      | M     | 11    | + 11 s 834       |
| 7    | LMP3   | 4  | Nielsen Racing              | Matt Bell John Melsom                          | Nissan VK56DE 5,6 L V8 Atmo             | M     | 11    | + 11 s 834       |
| 8    | LMP3   | 7  | Nielsen Racing              | Josh Skelton Anthony Wells                     | Duqueine M30 - D08                      | M     | 11    | + 14 s 666       |
| 8    | LMP3   | 7  | Nielsen Racing              | Josh Skelton Anthony Wells                     | Nissan VK56DE 5,6 L V8 Atmo             | M     | 11    | + 14 s 666       |
| 9    | LMP3   | 17 | IDEC Sport                  | Patrice Lafargue Dino Lunardi                  | Ligier JS P320                          | M     | 11    | + 15 s 743       |
| 9    | LMP3   | 17 | IDEC Sport                  | Patrice Lafargue Dino Lunardi                  | Nissan VK56DE 5,6 L V8 Atmo             | M     | 11    | + 15 s 743       |
| 10   | LMP3   | 6  | ANS Motorsport              | Jonathan Brossard Nicolas Schatz               | Ligier JS P320                          | M     | 11    | + 16 s 910       |
| 10   | LMP3   | 6  | ANS Motorsport              | Jonathan Brossard Nicolas Schatz               | Nissan VK56DE 5,6 L V8 Atmo             | M     | 11    | + 16 s 910       |
| 11   | LMP3   | 28 | MV2S Racing                 | Christophe Cresp (de) Jérôme de Sadeleer (en)  | Ligier JS P320                          | M     | 11    | + 17 s 827       |
| 11   | LMP3   | 28 | MV2S Racing                 | Christophe Cresp (de) Jérôme de Sadeleer (en)  | Nissan VK56DE 5,6 L V8 Atmo             | M     | 11    | + 17 s 827       |
| 12   | LMP3   | 15 | Inter Europol Competition   | Bryson Morris Chris Short                      | Ligier JS P320                          | M     | 11    | + 21 s 055       |
| 12   | LMP3   | 15 | Inter Europol Competition   | Bryson Morris Chris Short                      | Nissan VK56DE 5,6 L V8 Atmo             | M     | 11    | + 21 s 055       |
| 13   | LMP3   | 25 | 360 Racing                  | Belén García Mark Richards                     | Ligier JS P320                          | M     | 11    | + 23 s 895       |
| 13   | LMP3   | 25 | 360 Racing                  | Belén García Mark Richards                     | Nissan VK56DE 5,6 L V8 Atmo             | M     | 11    | + 23 s 895       |
| 14   | LMP3   | 5  | DKR Engineering             | Pedro Perino Robin Rogalski                    | Duqueine M30 - D08                      | M     | 11    | + 24 s 116       |
| 14   | LMP3   | 5  | DKR Engineering             | Pedro Perino Robin Rogalski                    | Nissan VK56DE 5,6 L V8 Atmo             | M     | 11    | + 24 s 116       |
| 15   | LMP3   | 77 | Team Thor                   | Auðunn Guðmundsson (en) Colin Noble            | Ligier JS P320                          | M     | 11    | + 32 s 433       |
| 15   | LMP3   | 77 | Team Thor                   | Auðunn Guðmundsson (en) Colin Noble            | Nissan VK56DE 5,6 L V8 Atmo             | M     | 11    | + 32 s 433       |
| 16   | LMP3   | 9  | Racing Spirit of Léman      | Christian Gisy Ralf Kelleners                  | Ligier JS P320                          | M     | 11    | + 33 s 578       |
| 16   | LMP3   | 9  | Racing Spirit of Léman      | Christian Gisy Ralf Kelleners                  | Nissan VK56DE 5,6 L V8 Atmo             | M     | 11    | + 33 s 578       |
| 17   | LMP3   | 58 | Team Virage                 | Manuel Espírito Santo Martin Rich              | Ligier JS P320                          | M     | 11    | + 35 s 043       |
| 17   | LMP3   | 58 | Team Virage                 | Manuel Espírito Santo Martin Rich              | Nissan VK56DE 5,6 L V8 Atmo             | M     | 11    | + 35 s 043       |
| 18   | LMP3   | 21 | United Autosports           | Jim McGuire Guy Smith                          | Ligier JS P320                          | M     | 11    | + 36 s 522       |
| 18   | LMP3   | 21 | United Autosports           | Jim McGuire Guy Smith                          | Nissan VK56DE 5,6 L V8 Atmo             | M     | 11    | + 36 s 522       |
| 19   | LMP3   | 23 | United Autosports           | Wayne Boyd John Schauerman                     | Ligier JS P320                          | M     | 11    | + 41 s 822       |
| 19   | LMP3   | 23 | United Autosports           | Wayne Boyd John Schauerman                     | Nissan VK56DE 5,6 L V8 Atmo             | M     | 11    | + 41 s 822       |
| 20   | LMP3   | 68 | M Racing                    | Hugo Delacour Guilherme Oliveira (en)          | Ligier JS P320                          | M     | 11    | + 42 s 153       |
| 20   | LMP3   | 68 | M Racing                    | Hugo Delacour Guilherme Oliveira (en)          | Nissan VK56DE 5,6 L V8 Atmo             | M     | 11    | + 42 s 153       |
| 21   | GT3    | 46 | Team WRT                    | Jérôme Policand Valentino Rossi                | BMW M4 GT3                              | M     | 11    | + 42 s 420       |
| 21   | GT3    | 46 | Team WRT                    | Jérôme Policand Valentino Rossi                | BMW S58B30T0 3,0 L i6 M TwinPower Turbo | M     | 11    | + 42 s 420       |
| 22   | LMP3   | 59 | Team Virage                 | Oscar Bittar Alessandro Bracalente             | Ligier JS P320                          | M     | 11    | + 43 s 809       |
| 22   | LMP3   | 59 | Team Virage                 | Oscar Bittar Alessandro Bracalente             | Nissan VK56DE 5,6 L V8 Atmo             | M     | 11    | + 43 s 809       |
| 23   | GT3    | 31 | Team WRT                    | Max Hesse (en) Tim Whale                       | BMW M4 GT3                              | M     | 11    | + 44 s 626       |
| 23   | GT3    | 31 | Team WRT                    | Max Hesse (en) Tim Whale                       | BMW S58B30T0 3,0 L i6 M TwinPower Turbo | M     | 11    | + 44 s 626       |
| 24   | LMP3   | 27 | 24-7 Motorsport             | Andrew Ferguson Louis Hamilton-Smith           | Ligier JS P320                          | M     | 11    | + 45 s 692       |
| 24   | LMP3   | 27 | 24-7 Motorsport             | Andrew Ferguson Louis Hamilton-Smith           | Nissan VK56DE 5,6 L V8 Atmo             | M     | 11    | + 45 s 692       |
| 25   | GT3    | 57 | Winward Racing              | George Kurtz Russell Ward (en)                 | Mercedes-AMG GT3 Evo                    | M     | 11    | + 49 s 418       |
| 25   | GT3    | 57 | Winward Racing              | George Kurtz Russell Ward (en)                 | Mercedes-Benz M159 6,2 L V8 Atmo        | M     | 11    | + 49 s 418       |
| 26   | GT3    | 86 | HCR avec CaffeineSix        | Tim Creswick Anders Fjordbach                  | Porsche 911 GT3 R                       | M     | 11    | + 51 s 500       |
| 26   | GT3    | 86 | HCR avec CaffeineSix        | Tim Creswick Anders Fjordbach                  | Porsche 4,0 L Flat Six Atmo             | M     | 11    | + 51 s 500       |
| 27   | GT3    | 70 | Leipert Motorsport (de)     | Brendon Leitch (en) Gregg Gorski               | Lamborghini Huracán GT3 Evo 2           | M     | 11    | + 51 s 954       |
| 27   | GT3    | 70 | Leipert Motorsport (de)     | Brendon Leitch (en) Gregg Gorski               | Lamborghini 5,2 L V10 Atmo              | M     | 11    | + 51 s 954       |
| 28   | GT3    | 88 | GMB Motorsport              | Jan Magnussen Lars Engelbreckt Pedersen        | Honda NSX GT3 Evo22                     | M     | 11    | + 52 s 255       |
| 28   | GT3    | 88 | GMB Motorsport              | Jan Magnussen Lars Engelbreckt Pedersen        | Honda 3,5 L V6 Turbo                    | M     | 11    | + 52 s 255       |
| 29   | GT3    | 19 | Leipert Motorsport (de)     | Patrick Kujala (en) Gabriel Rindone            | Lamborghini Huracán GT3 Evo 2           | M     | 11    | + 52 s 483       |
| 29   | GT3    | 19 | Leipert Motorsport (de)     | Patrick Kujala (en) Gabriel Rindone            | Lamborghini 5,2 L V10 Atmo              | M     | 11    | + 52 s 483       |
| 30   | GT3    | 55 | GMB Motorsport              | Thomas Andersen Simon Birch                    | Honda NSX GT3 Evo22                     | M     | 11    | + 52 s 684       |
| 30   | GT3    | 55 | GMB Motorsport              | Thomas Andersen Simon Birch                    | Honda 3,5 L V6 Turbo                    | M     | 11    | + 52 s 684       |
| 31   | LMP3   | 67 | Haegeli par T2 Racing       | Pieder Decurtins Brent Verheyen                | Duqueine M30 - D08                      | M     | 11    | + 53 s 023       |
| 31   | LMP3   | 67 | Haegeli par T2 Racing       | Pieder Decurtins Brent Verheyen                | Nissan VK56DE 5,6 L V8 Atmo             | M     | 11    | + 53 s 023       |
| 32   | LMP3   | 66 | Rinaldi Racing              | Daniel Keilwitz Steve Parrow                   | Duqueine M30 - D08                      | M     | 11    | + 54 s 135       |
| 32   | LMP3   | 66 | Rinaldi Racing              | Daniel Keilwitz Steve Parrow                   | Nissan VK56DE 5,6 L V8 Atmo             | M     | 11    | + 54 s 135       |
| 33   | GT3    | 53 | AF Corse                    | Gino Forgione Andrea Montermini                | Ferrari 296 GT3                         | M     | 11    | + 54 s 746       |
| 33   | GT3    | 53 | AF Corse                    | Gino Forgione Andrea Montermini                | Ferrari 3,0 L V6 Turbo                  | M     | 11    | + 54 s 746       |
| 34   | GT3    | 42 | Steller Motorsport          | Sennan Fielding (en) James Wood                | Audi R8 LMS Evo II                      | M     | 11    | + 54 s 941       |
| 34   | GT3    | 42 | Steller Motorsport          | Sennan Fielding (en) James Wood                | Audi 5,2 L V10 Atmo                     | M     | 11    | + 54 s 941       |
| 35   | GT3    | 18 | Team Parker Racing          | Nick Jones Scott Malvern (en)                  | Porsche 911 GT3 R                       | M     | 11    | + 55 s 389       |
| 35   | GT3    | 18 | Team Parker Racing          | Nick Jones Scott Malvern (en)                  | Porsche 4,2 L Flat Six Atmo             | M     | 11    | + 55 s 389       |
| 36   | GT3    | 83 | AF Corse                    | Emmanuel Collard Charles-Henri Samani          | Ferrari 296 GT3                         | M     | 11    | + 55 s 620       |
| 36   | GT3    | 83 | AF Corse                    | Emmanuel Collard Charles-Henri Samani          | Ferrari 3,0 L V6 Turbo                  | M     | 11    | + 55 s 620       |
| 37   | LMP3   | 14 | Inter Europol Competition   | Daniel Ali Andres Latorre Canon                | Ligier JS P320                          | M     | 11    | + 56 s 832       |
| 37   | LMP3   | 14 | Inter Europol Competition   | Daniel Ali Andres Latorre Canon                | Nissan VK56DE 5,6 L V8 Atmo             | M     | 11    | + 56 s 832       |
| 38   | LMP3   | 30 | Frikadelli Racing Team (de) | Klaus Abbelen (en) Felipe Fernández Laser (en) | Ligier JS P320                          | M     | 11    | + 59 s 583       |
| 38   | LMP3   | 30 | Frikadelli Racing Team (de) | Klaus Abbelen (en) Felipe Fernández Laser (en) | Nissan VK56DE 5,6 L V8 Atmo             | M     | 11    | + 59 s 583       |
| 39   | LMP3   | 38 | Graff Racing                | Haowen Luo Sébastien Page                      | Ligier JS P320                          | M     | 11    | + 1 min 02 s 201 |
| 39   | LMP3   | 38 | Graff Racing                | Haowen Luo Sébastien Page                      | Nissan VK56DE 5,6 L V8 Atmo             | M     | 11    | + 1 min 02 s 201 |
| 40   | GT3    | 10 | Racing Spirit of Léman      | Valentin Hasse-Clot (en) Arnold Robin          | Aston Martin Vantage AMR GT3            | M     | 11    | + 1 min 02 s 405 |
| 40   | GT3    | 10 | Racing Spirit of Léman      | Valentin Hasse-Clot (en) Arnold Robin          | Aston Martin 4,0 L V8 Turbo             | M     | 11    | + 1 min 02 s 405 |
| 41   | GT3    | 74 | Kessel Racing               | Murat Çuhadaroğlu David Fumanelli (en)         | Ferrari 488 GT3 Evo 2020                | M     | 11    | + 1 min 02 s 663 |
| 41   | GT3    | 74 | Kessel Racing               | Murat Çuhadaroğlu David Fumanelli (en)         | Ferrari F154CB 3,9 L V8 Turbo           | M     | 11    | + 1 min 02 s 663 |
| 42   | LMP3   | 11 | CD Sport                    | Franck Chappard Shahan Sarkissian              | Ligier JS P320                          | M     | 11    | + 1 min 03 s 473 |
| 42   | LMP3   | 11 | CD Sport                    | Franck Chappard Shahan Sarkissian              | Nissan VK56DE 5,6 L V8 Atmo             | M     | 11    | + 1 min 03 s 473 |
| 43   | LMP3   | 3  | DKR Engineering             | Alexander Bukhanstov James Winslow             | Duqueine M30 - D08                      | M     | 11    | + 1 min 04 s 455 |
| 43   | LMP3   | 3  | DKR Engineering             | Alexander Bukhanstov James Winslow             | Nissan VK56DE 5,6 L V8 Atmo             | M     | 11    | + 1 min 04 s 455 |
| 44   | GT3    | 95 | GMB Motorsport              | Kristian Poulsen Roland Poulsen                | BMW M4 GT3                              | M     | 11    | + 1 min 05 s 064 |
| 44   | GT3    | 95 | GMB Motorsport              | Kristian Poulsen Roland Poulsen                | BMW S58B30T0 3,0 L i6 M TwinPower Turbo | M     | 11    | + 1 min 05 s 064 |
| 45   | GT3    | 51 | AF Corse                    | Kei Cozzolino Hiroshi Koizumi                  | Ferrari 296 GT3                         | M     | 11    | + 1 min 05 s 752 |
| 45   | GT3    | 51 | AF Corse                    | Kei Cozzolino Hiroshi Koizumi                  | Ferrari 3,0 L V6 Turbo                  | M     | 11    | + 1 min 05 s 752 |
| 46   | LMP3   | 48 | Murphy Prototypes           | Adrian Watt Dan Skočdopole                     | Duqueine M30 - D08                      | M     | 11    | + 1 min 20 s 009 |
| 46   | LMP3   | 48 | Murphy Prototypes           | Adrian Watt Dan Skočdopole                     | Nissan VK56DE 5,6 L V8 Atmo             | M     | 11    | + 1 min 20 s 009 |
| 47   | GT3    | 76 | IMSA LS Group Performance   | Charlie Luck Marco Seefried                    | Porsche 911 GT3 R                       | M     | 11    | + 1 min 38 s 496 |
| 47   | GT3    | 76 | IMSA LS Group Performance   | Charlie Luck Marco Seefried                    | Porsche 4,2 L Flat Six Atmo             | M     | 11    | + 1 min 38 s 496 |
| 48   | LMP3   | 8  | Graff Racing                | George Nakas Fraser Ross                       | Ligier JS P320                          | M     | 11    | + 1 min 45 s 993 |
| 48   | LMP3   | 8  | Graff Racing                | George Nakas Fraser Ross                       | Nissan VK56DE 5,6 L V8 Atmo             | M     | 11    | + 1 min 45 s 993 |
| 49   | GT3    | 52 | AF Corse                    | Laurent de Meeus Jamie Stanley                 | Ferrari 296 GT3                         | M     | 10    | + 1 Lap          |
| 49   | GT3    | 52 | AF Corse                    | Laurent de Meeus Jamie Stanley                 | Ferrari 3,0 L V6 Turbo                  | M     | 10    | + 1 Lap          |
| Abd. | LMP3   | 87 | Cool Racing                 | Adrien Chila Cédric Oltramare                  | Ligier JS P320                          | M     | 10    | + 1 Lap          |
| Abd. | LMP3   | 87 | Cool Racing                 | Adrien Chila Cédric Oltramare                  | Nissan VK56DE 5,6 L V8 Atmo             | M     | 10    | + 1 Lap          |
| Abd. | GT3    | 63 | Iron Lynx                   | Hiroshi Hamaguchi (en) Vincent Abril           | Lamborghini Huracán GT3 Evo 2           | M     | 8     | + 3 tours        |
| Abd. | GT3    | 63 | Iron Lynx                   | Hiroshi Hamaguchi (en) Vincent Abril           | Lamborghini 5,2 L V10 Atmo              | M     | 8     | + 3 tours        |
| Abd. | LMP3   | 13 | Inter Europol Competition   | Santiago Concepción Serrano Ben Stone          | Ligier JS P320                          | M     | 6     | + 5 tours        |
| Abd. | LMP3   | 13 | Inter Europol Competition   | Santiago Concepción Serrano Ben Stone          | Nissan VK56DE 5,6 L V8 Atmo             | M     | 6     | + 5 tours        |
| Abd. | LMP3   | 29 | MV2S Racing                 | Matthias Lüthen (en) Emilien Carde             | Ligier JS P320                          | M     | 6     | + 5 tours        |
| Abd. | LMP3   | 29 | MV2S Racing                 | Matthias Lüthen (en) Emilien Carde             | Nissan VK56DE 5,6 L V8 Atmo             | M     | 6     | + 5 tours        |
| Abd. | LMP3   | 12 | Racing Spirit of Léman      | Antoine Doquin Jacques Wolff                   | Ligier JS P320                          | M     | 3     | + 8 tours        |
| Abd. | LMP3   | 12 | Racing Spirit of Léman      | Antoine Doquin Jacques Wolff                   | Nissan VK56DE 5,6 L V8 Atmo             | M     | 3     | + 8 tours        |
| Abd. | LMP3   | 12 | Racing Spirit of Léman      | Antoine Doquin Jacques Wolff                   | Ligier JS P320                          | M     | 3     | + 8 tours        |
| Abd. | LMP3   | 12 | Racing Spirit of Léman      | Antoine Doquin Jacques Wolff                   | Nissan VK56DE 5,6 L V8 Atmo             | M     | 3     | + 8 tours        |
| Abd. | LMP3   | 16 | Team Virage                 | Julien Gerbi Gillian Henrion (en)              | Ligier JS P320                          | M     | 1     | + 10 tours       |
| Abd. | LMP3   | 16 | Team Virage                 | Julien Gerbi Gillian Henrion (en)              | Nissan VK56DE 5,6 L V8 Atmo             | M     | 1     | + 10 tours       |
| Abd. | LMP3   | 20 | United Autosports           | Andy Meyrick Daniel Schneider                  | Ligier JS P320                          | M     |       |                  |
| Abd. | LMP3   | 20 | United Autosports           | Andy Meyrick Daniel Schneider                  | Nissan VK56DE 5,6 L V8 Atmo             | M     |       |                  |
| Abd. | GT3    | 64 | Team Parker Racing          | Charles Bateman Alex Martin (en)               | Porsche 911 GT3 R                       | M     |       |                  |
| Abd. | GT3    | 64 | Team Parker Racing          | Charles Bateman Alex Martin (en)               | Porsche 4,2 L Flat Six Atmo             | M     |       |                  |

### Pole position et record du tour
- Pole position :
- Meilleur tour en course :

## À noter
- Longueur du circuit : 13,626 km (13 626 m)
- Nombre de virages : 38
- Nom du circuit : Circuit automobile de la Sarthe
- Lieu : Le Mans, Pays de la Loire, France